# Autoroute A115
Die Autoroute A 115 ist eine französische Autobahn mit Beginn in Sannois und dem Ende in Méry-sur-Oise. Sie hat eine Länge von 13,0 km.

## Geschichte
- Juli 1974: Eröffnung Sannois – Franconville (A 15 – Abfahrt 1)
- Juli 1975: Eröffnung Franconville – Ermont (Abfahrt 1 – 3)
- 1976: Eröffnung Ermont – Taverny (Abfahrt 3 – fin provisoire)
- 28. Januar 2000: Eröffnung Taverny – Bessancourt (fin provisoire)
- 30. September 2004: Eröffnung Bessancourt – Méry-sur-Oise (fin provisoire – N 184)